# Maxime Tabart
Maxime Tabart, né le 16 août 1997 à Paris, est un magicien français considéré comme appartenant à la nouvelle génération.

## Biographie
Maxime Tabart découvre la magie à l'âge de 8 ans. Autodidacte, il crée ses tours de magie ou modernise ceux existants en y ajoutant sa touche personnelle.
Sa spécialité est d'être un magicien « 2.0 ». Dans ses tours, il utilise les réseaux sociaux, les téléphones ou les nouvelles technologies.
À l'âge de 15 ans, il est découvert par Christophe Meilland et sa société Houlala Production.
En 2015, il signe chez Houlala Production aux côtés de Willy Rovelli, Joffrey Verbruggen et Oldelaf.
En 2016, la télévision française lui ouvre ses portes. Après un passage dans Touche pas à mon poste ! aux côtés de Cyril Hanouna, il rejoint l'équipe du Cinq à sept avec Arthur, émission dans laquelle il présente un tour hebdomadaire[réf. nécessaire].
En 2017, il propose son spectacle Rien N'est Impossible en tournée en France et cumule désormais des centaines de millions de vues sur les réseaux sociaux.

## Carrière

### Spectacle
- 2017 : Rien n'est impossible

### Télévision
- 2016 : Touche pas à mon poste ! - C8
- 2016 : Cinq à sept avec Arthur - TF1
- 2016 : Amanda - France 2
- 2016 : Quotidien - TMC
- 2017 : Actuality - France 2
- 2019 : Les Enfants de la télé - France 2
- 2020 : Clique - Canal Plus
- 2020 : Les Petits Magiciens - France Télévisions

### Livre
- 2022 : A Ton Tour
- 2024 : A Ton Tour 2

## Galerie de photographies

Galerie de photographies
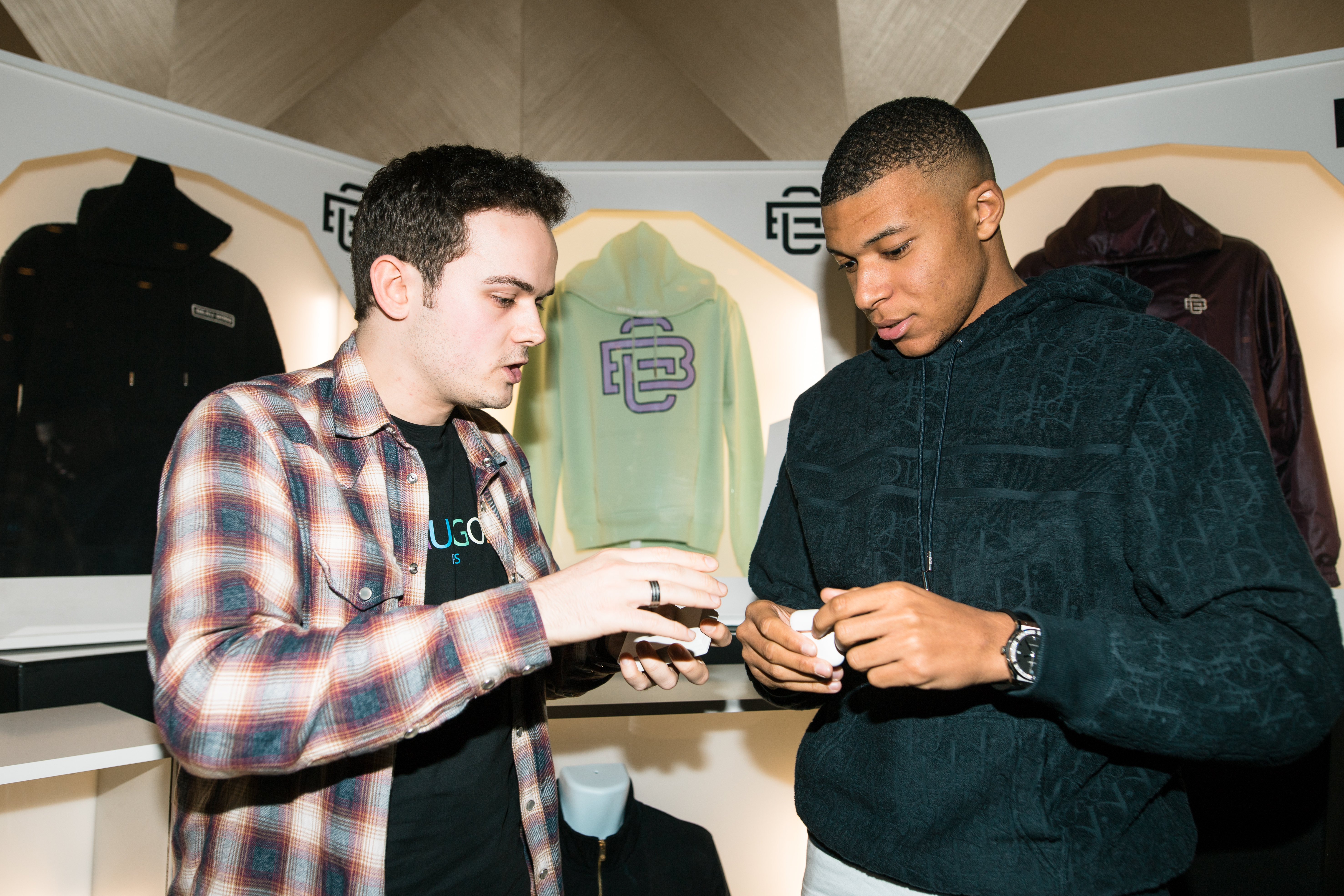
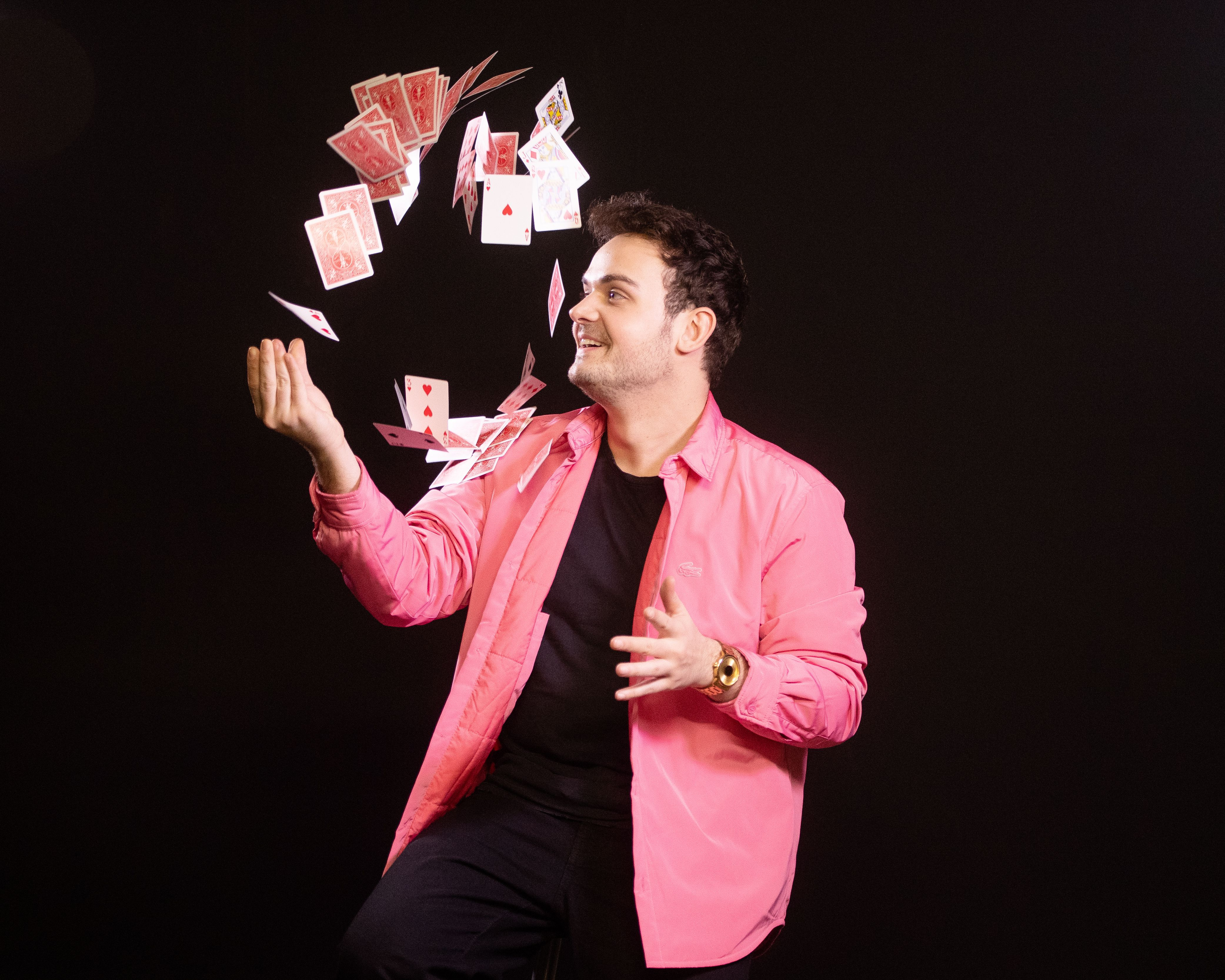
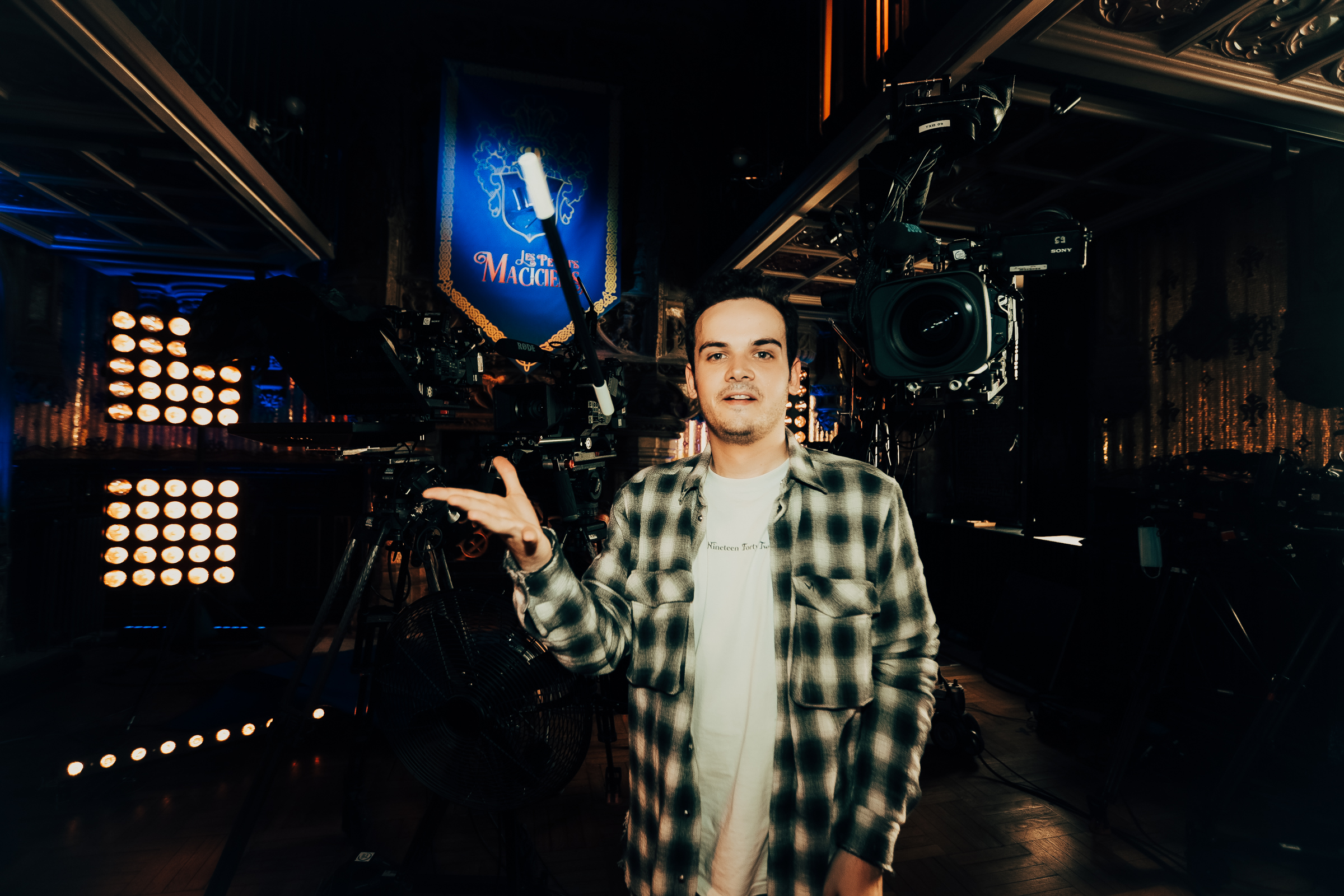
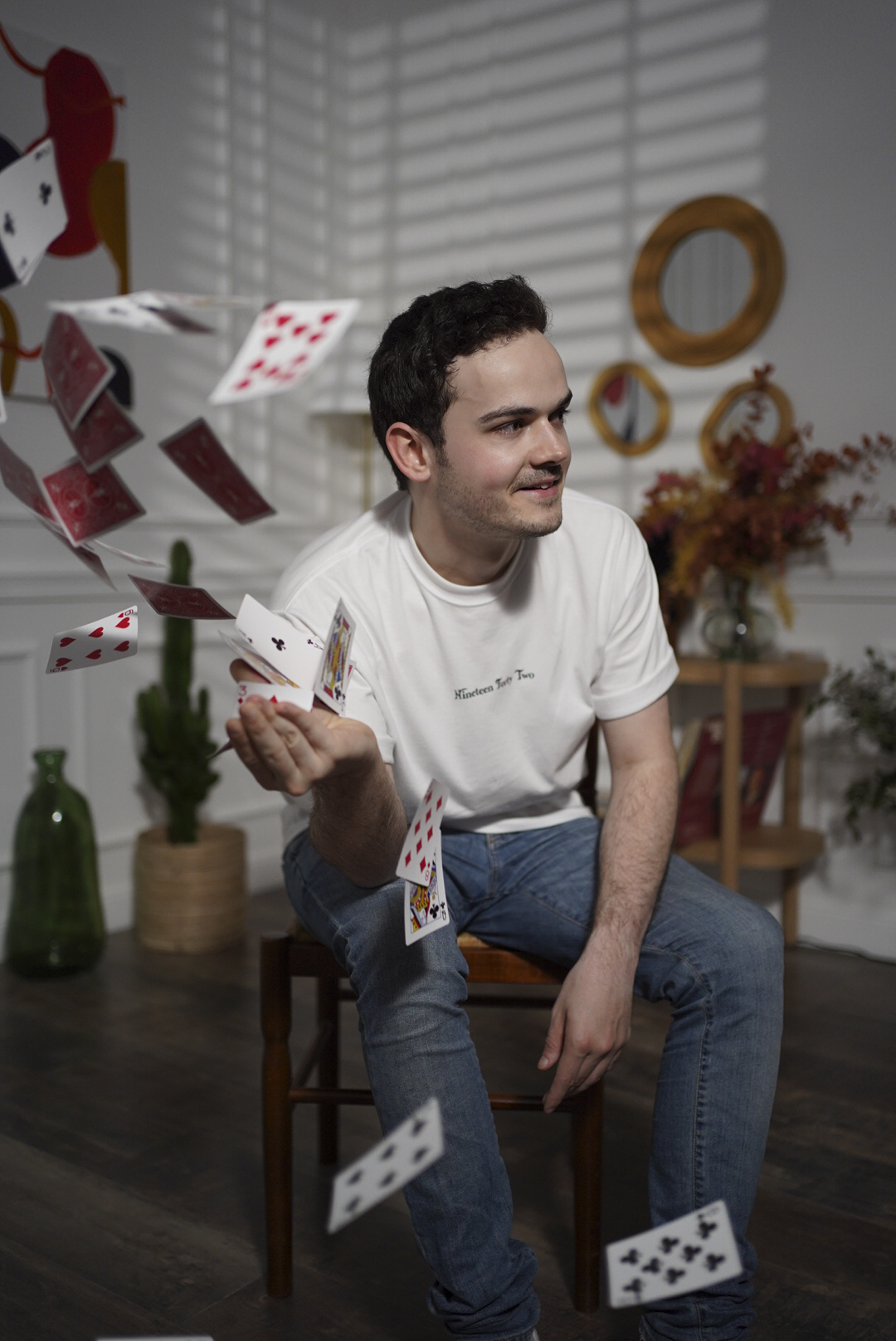
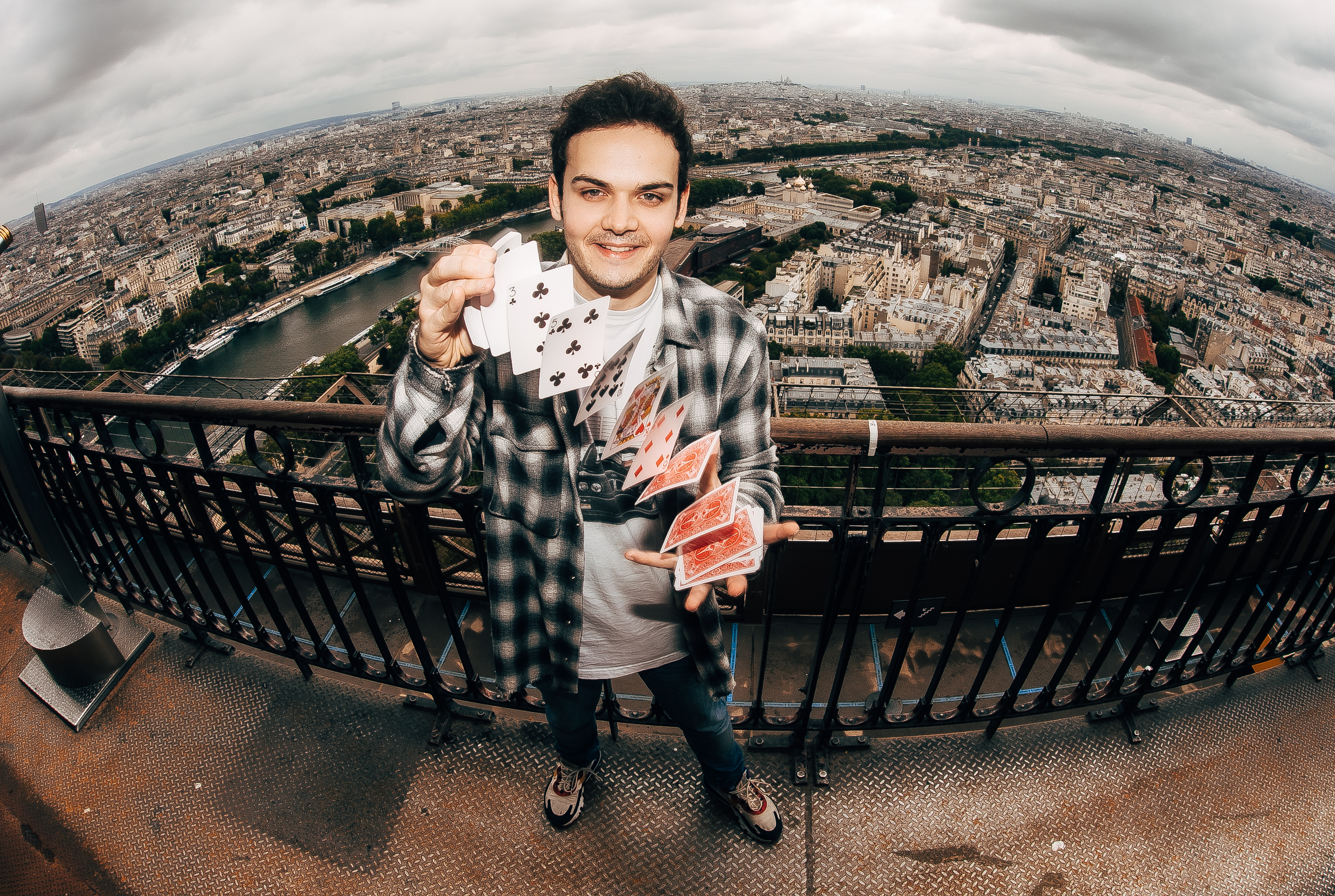
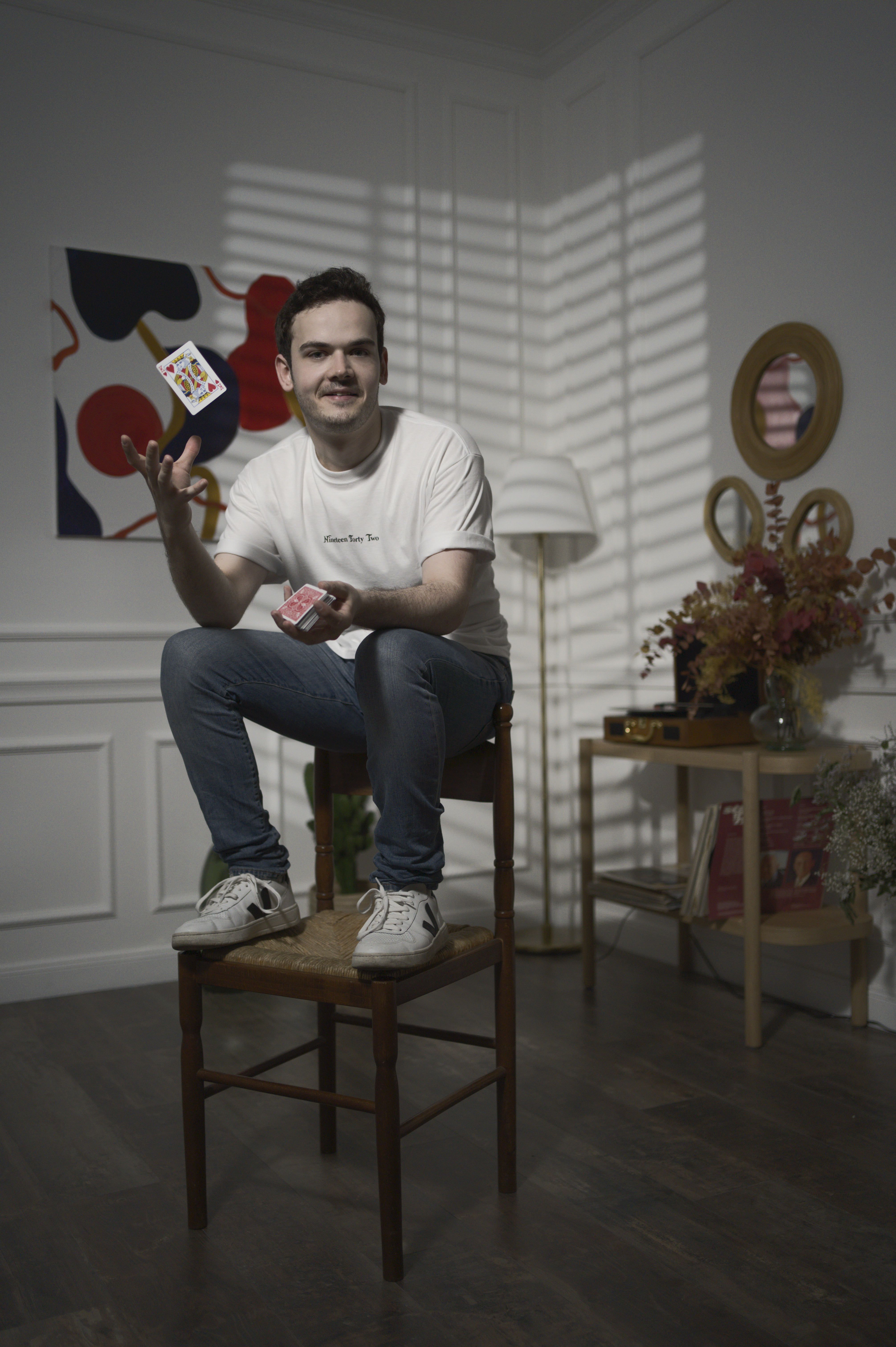
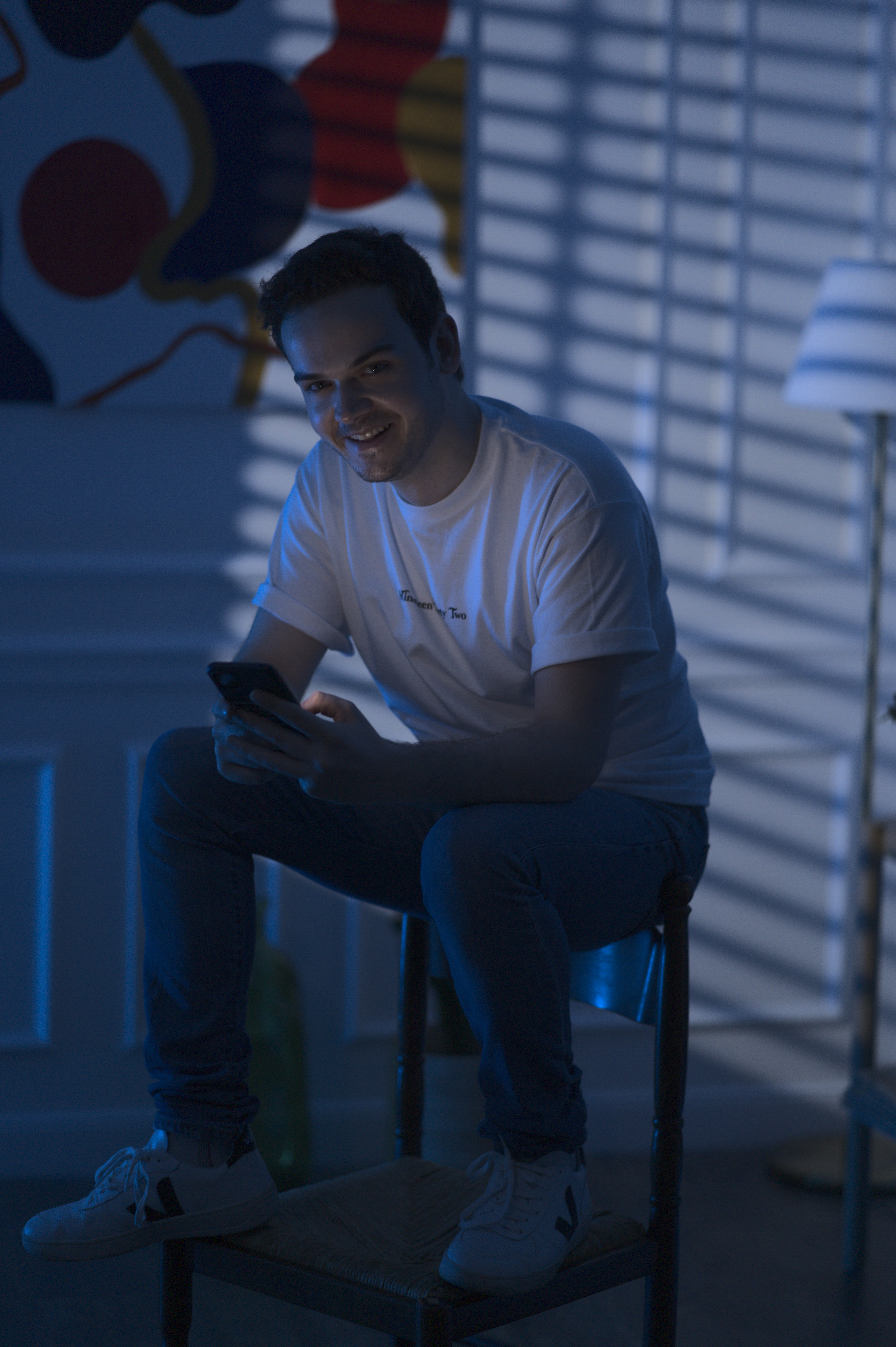
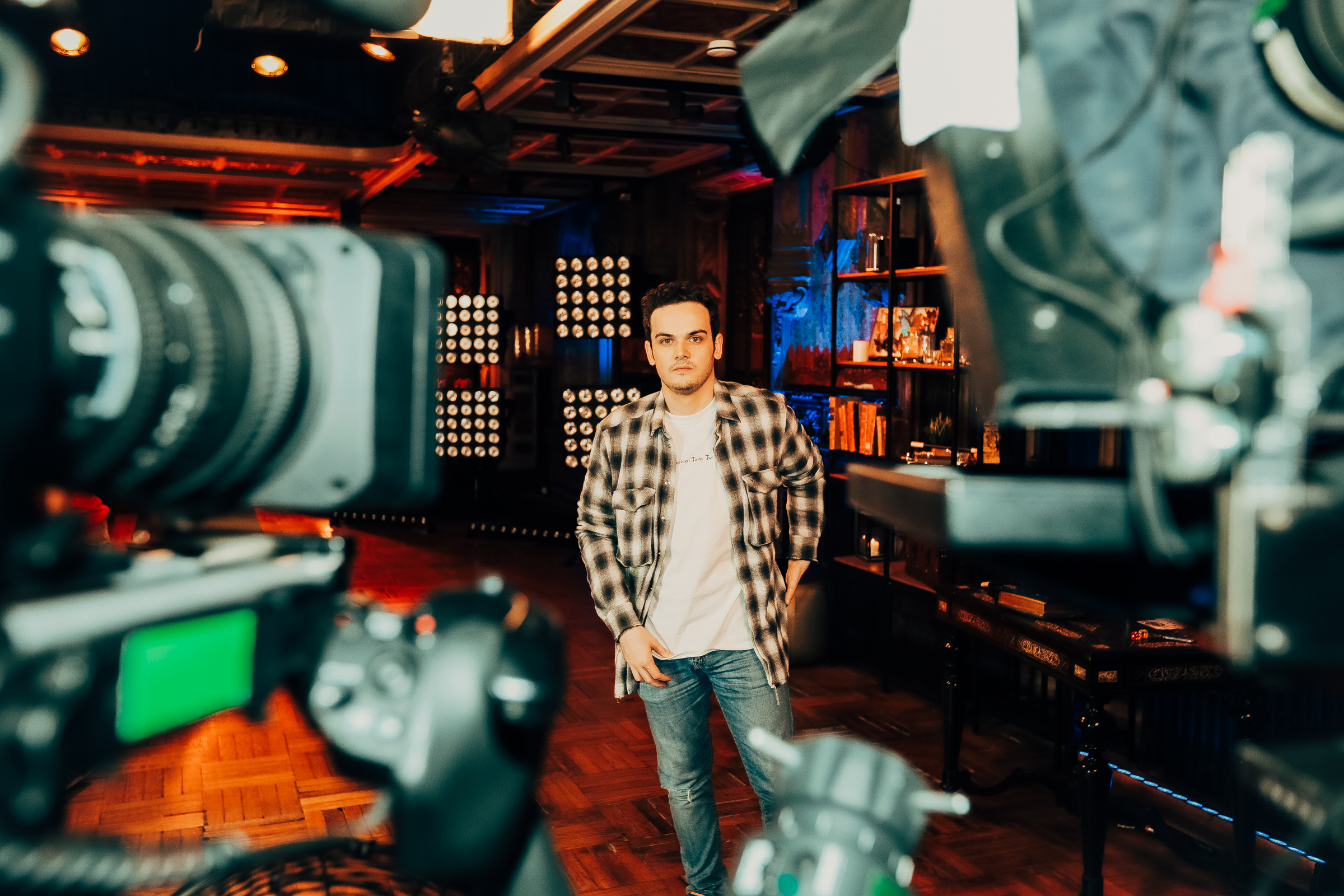
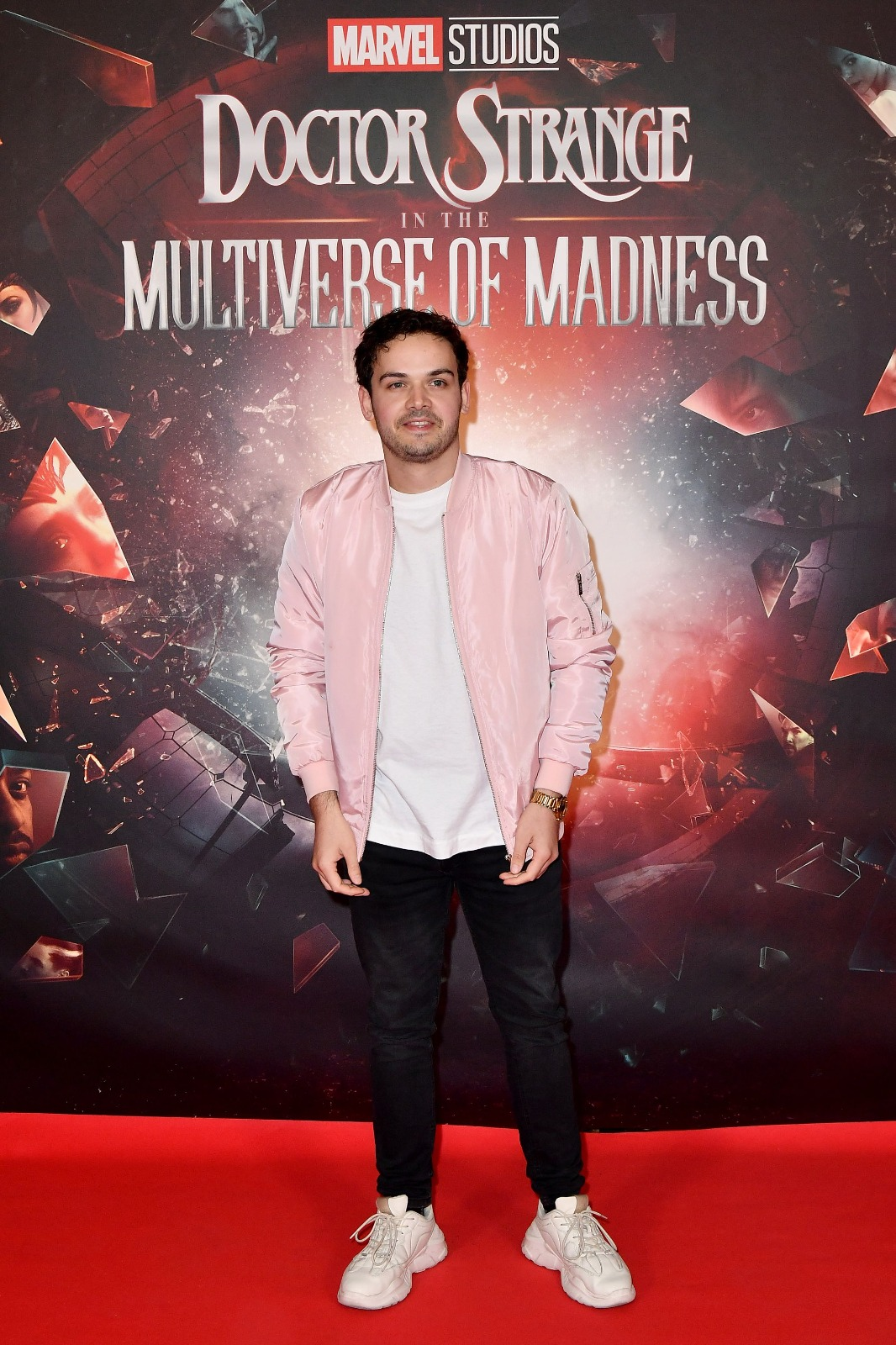